# تيري تايلور (لاعب كرة قاعدة)
تيري تايلور (بالإنجليزية: Terry Taylor) هو لاعب كرة قاعدة أمريكي، ولد في 28 يوليو 1964 في كريستفيو في الولايات المتحدة.

## وصلات خارجية
- تيري تايلور على موقعبيزبول رفرنس.كوم (الدوري الرئيسي) (الإنجليزية)
- تيري تايلور على موقعبيزبول رفرنس.كوم (الدوري الثانوي) (الإنجليزية)